# San Giovanni Rotondo
San Giovanni Rotondo là một đô thị thuộc tỉnh Foggia trong vùng Puglia ở Ý. Đô thị này có diện tích 259 km², dân số thời điểm 31 tháng 12 năm 2006 là 26.442 người.
Đô thị này có các làng sau: 
San Salvatore
Đô thị này giáp với các đô thị sau: 
Foggia, Manfredonia, Monte Sant'Angelo, San Marco in Lamis